# 格蕾塔·通贝里
格蕾塔·廷廷·埃萊奧諾拉·埃恩曼·通贝里（瑞典語： [²ɡreːta ²tʉːnbærj] ⓘ，2003年1月3日—）是一名瑞典氣候行动家，曾為警惕全球有關全球暖化及氣候變遷等問題而在瑞典议会外發動「气候大罢课」，并在COP24上发言。她被提名为2019年诺贝尔和平奖候选人。2019年3月15日，全世界估計有140萬學生參加了由她發起的罷課和抗議活動，其後通贝里又發動2019年9月气候罢课。她因此也被称为“瑞典環保少女”。

## 生平
格蕾塔·通贝里的父親是瑞典舞台劇演員斯万特·通贝里，母親是瑞典皇家宮廷歌手歌劇次女高音马莱娜·埃恩曼。祖父是導演及演員奥洛夫·通贝里。
她被诊断患有、强迫症和选择性缄默症。为了降低家庭的碳足迹，她選擇成為素食主义者并放弃坐飞机。
通贝里向她的父母發起挑戰，要求他們通過成為素食主義者、升級改造和放棄飛行來降低家庭的碳足跡和對環境的總體影響。她說她嘗試向他們展示圖表和數據，但當這不起作用時，她警告她的家人他們正在偷走她的未來。放棄飛行在一定程度上意味著她的母親不得不放棄她作為歌劇演員的國際職業生涯。
2019年12月接受BBC採訪時她的父親說：“說實話，（她的母親）這樣做並不是為了拯救氣候。她這樣做是為了拯救她的孩子，因為她看到這對她來說意味著什麼，然後，當她這樣做時，她看到（格蕾塔）從中成長了多少，她從中獲得了多少能量。” 通贝里認為，她父母最終的反應和生活方式的改變給了她希望和信念，讓她相信自己能夠做出改變。
2021年9月，當被問到她是否對結束母親的職業生涯感到內疚時，她對這個問題感到驚訝：“這是她的選擇。我沒有讓她做任何事情。我只是向她提供了讓她建立基礎的信息的決定”。
2023年6月9日，通贝里高中毕业。她在拿到毕业证之前最后一次参加为气候变化而举行的校园罢课行动。

## 行动

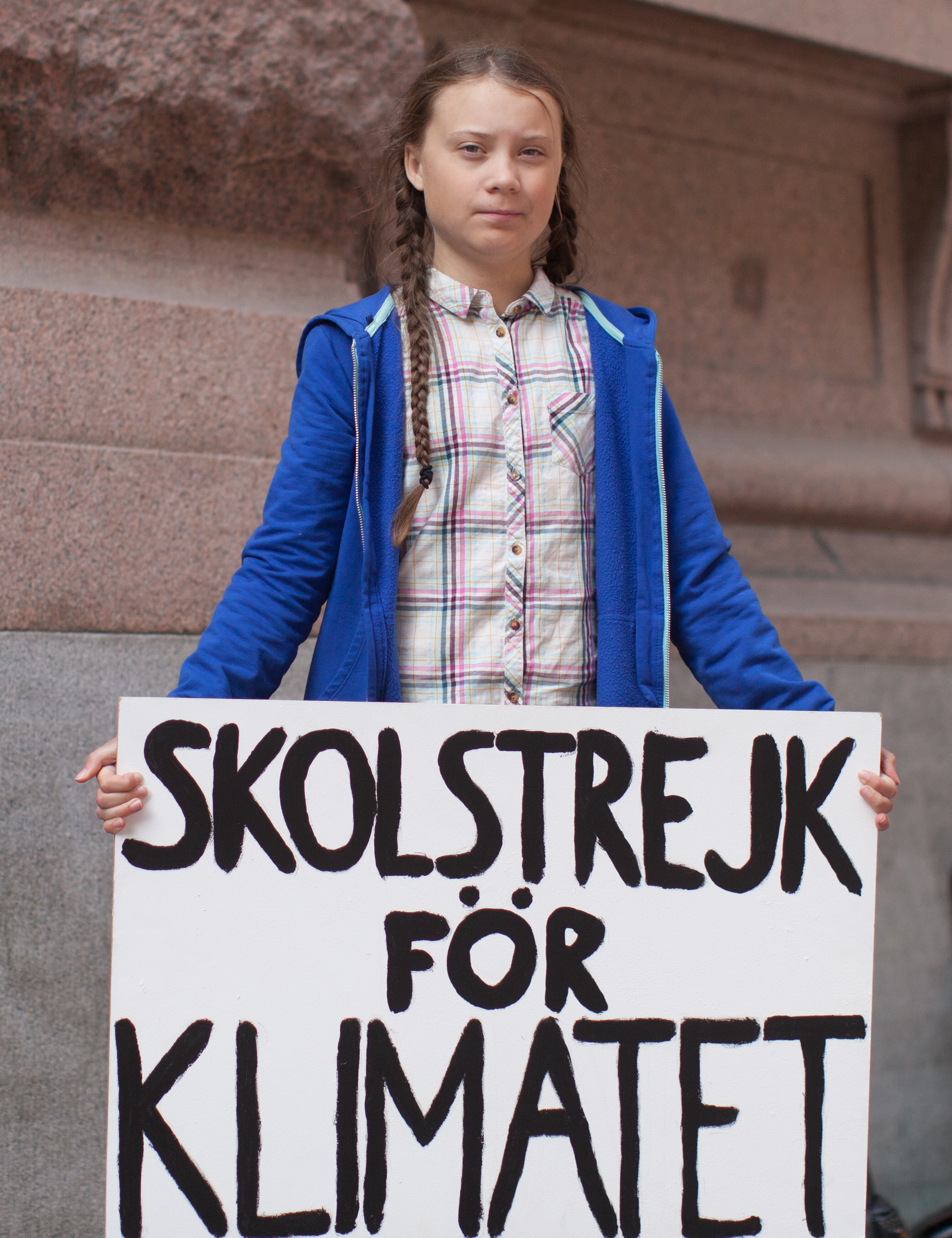
通贝里2018年8月在斯德哥尔摩的瑞典议会大楼前，手拿「為氣候罷課」（Skolstrejk för klimatet）標語

2018年8月20日，通贝里決定罷課直到9月9日瑞典大選之後才上學。她要求瑞典政府根據“巴黎協定”減少碳排放量，她每天坐在瑞典議會外面，手拿「為氣候罷課」（Skolstrejk för klimatet）標語。她也發放傳單，上面寫著：“我這樣做是因為不滿你們成年人正糟蹋我的未來。”
2018年11月，她在TEDxStockholm演讲，她提到在八歲時意識到氣候變化的存在，並困惑為什麼它不是電視頻道的頭條新聞。也提到她並沒有聽取大家的建議成為氣候科學家，因為科學早已證明氣候變遷的解決之道，但人們的反應卻只有否定、無知或無所作為。她推測，她的孩子和子孫會問她為什麼沒有趁2018年還來得及的時候採取行動，她總結道：「我們不能透過規則來改變世界，因為規則本身必須改變。」
2018年12月12日，她在第24屆聯合國氣候變化框架公約締約方會議上发言。
2019年1月，她被邀请到达沃斯的世界經濟論壇上发表演讲。
2019年2月21日，她敦促欧盟如果为了达到巴黎協議的目标，到2030年需要减少二氧化碳至少80%的排放量。之后，她参加了比利时布鲁塞尔的气候抗议游行。2019年9月23日，通貝里於美國紐約2019年聯合國氣候行動峰會發言狠批各國減排力度不足：「你们怎么敢！」（How dare you!），只流於空談及只顧講錢，辜負年輕人期望，並怒目鄙視突踩場之特朗普。年底，Hulu確認推出以通贝里為題材的紀錄片《我是格蕾塔》，通贝里和父親都參與其中。該片於2020年9月3日在第77屆威尼斯影展上舉行全球首映。
2023年1月17日，她在德國北萊茵—威斯特法倫州為了反對能源公司擴大開採煤礦參與示威期間被捕，并于当晚释放。
2023年10月18日，她在英国伦敦抗议能源产业巨头会议时，与另外10名示威者被英国警方依照《公共秩序法》被捕。同月10月20日，在例行的周五气候抗议活动中，她与其他示威者手持标语，向在以色列—哈馬斯戰爭中遭受以色列打击的巴勒斯坦人表达支持。2024年9月4日，通贝里在丹麦哥本哈根因参与丹麦学生团体發起的反对以哈战争、抵制以色列学术机构的示威活动中被丹麦警察拘留。
2025年6月，自由船队联盟（Freedom Flotilla Coalition）使用 “玛德琳”（Madleen） 号船向加沙发起新的援助任务 ，旨在挑战以色列的海上封锁，并运送人道主义物资。此前15年来，该船队曾多次尝试类似的行动，但均遭到以色列军队的拦截或阻拦。此次行动使全球再次关注以色列的封锁，船队船只据称遭到无人机袭击，同时国际组织对限制援助物资准入的批评日益增多。船上除了童貝里外还有其他一些知名人士，包括演员利亚姆·坎宁安和歐洲議會議員里玛·哈桑，后者因支持巴勒斯坦的立场而被禁止进入以色列。但全員最終未能抵達加沙並被以色列當局扣留。通貝里被以色列驅逐出境。

## 荣誉与奖项
她是《瑞典日报》在2018年5月举行的气候辩论文章写作比赛中的三位获胜者之一。
2018年12月，《時代雜誌》 将通贝里评为2018年全球25位最具影响力的青少年之一。
2019年3月8日，在国际妇女节之际，她被瑞典晚报《Aftonbladet》评为瑞典年度最重要的女性。
2019年3月13日，她被三位挪威国会议员提名为2019年诺贝尔和平奖候选人。
2019年4月18日，《時代雜誌》將通贝里入選為2019年《時代》百大人物，為最年輕入選者。
2019年7月，通贝里被皇家苏格兰地理学会授予盖德斯环境奖章（Geddes Environment Medal），该奖章自动授予她荣誉奖学金。
2019年12月，通贝里入選彭博資訊公布的2019年「彭博50」名單。
2019年12月11日，通贝里獲選为2019年时代年度风云人物，成为该评选活动举办92年來獲此殊榮年紀最輕的人。

## 爭議與社會影響

### 对通贝里的批评
由於通贝里成為知名環保人士，她遭遇一些保守派人士的批評，比如通貝里是氣候保護偏執狂，气候运动人士利用儿童做政治宣传，以及質疑她部分的行為不環保等。
俄羅斯總統普京在2019年10月2日在莫斯科举行的能源週國際論壇上表示，他相信格蕾塔是一个真诚而動機單純的女孩，但世上的事並非簡單的運轉能奏效，第三世界還有數十億人生活在贫困之中，他們用不起潔淨能源，甚至他們的國家也建設不起潔淨能源，对他们来说能用上高汙染但低成本的能源都是有點奢侈的發展目標，「當這些人也要求享有瑞典那样的生活水平時，請問妳要如何回答他們？抱歉，請你們為環保繼續貧困下去？我倒想看看誰願意去他們面前说这话。」所以世上的事不是提出個理想就能行的，每個人都可以发表很多意見，但它们最終不一定能够施行。同時，普京認為“有些人为了个人利益而利用儿童和青少年，就应受到谴责。成年人必须竭尽所能，不要让青少年和儿童从小就接觸极端思想。”任何事情一但極端化看待就導致很難執行，世界上多數方案都是妥協後協商的產物，而極端思想者對任何妥協都看不順眼，所以造成一種方案的阻礙者對事情無益。
中国大陆的《环球时报》报道，格蕾塔·通贝里前往参加联大会议时，拒绝坐飞机，而是乘坐了一艘行驶时不排放温室气体的帆船来宣扬她的环保主张，她驾驶帆船在大西洋航行了半个月才到达目的地。《环球时报》引述英国《The Sun》和 《France 24》的报道的内容说：帆船虽然不排放温室气体，但是格蕾塔·通贝里到纽约之后，仍需船员乘喷气式客机赴美将船开回。加之她动用了直升飞机做直播，所有这些行动算在一起，反而不如一行人坐飞机更加环保减排。观察者网的评论员文章引述新浪微博部分用户评论，批评通贝里只会空谈，并列举了中国大陆在宏观层面应对气候变化所做的努力。
2021年5月7日，通貝里批評中國污染環境，指出中國2019年溫室氣體排放量，超過所有發達國家總和，她認為中國雖然仍被世界貿易組織列為「發展中國家」，但這並非破壞環境的藉口，強調「除非中國徹底改變路線，否則我們無法解決氣候危機」，惹來《中國日報》駐歐盟分社社長陳衛華嚴厲反駁。
2019年9月上旬，加拿大人民党在甘露市的候选人肯·芬利森，于党派在当地支部的Facebook页面上，贴出一张希姆莱和女儿古德伦·伯维茨在一起的历史照片，抱怨格蕾塔·通贝里被用作政治宣传工具。被批评者称为“煽动家”的保守主义媒体人迪內希·杜澤亦有在其个人推特账号上提到这点。英国的脱欧派政治家阿龙·班克斯则在格蕾塔·通贝里记录航行的推特帖子下評論开玩笑说，8月一定会有严重的游艇事故（暗示她会在横渡大西洋的过程中遇险淹死）。
2019年12月10日，据巴西《圣保罗页报》报道，格蕾塔·通贝里对亚马遜雨林原住民被杀的评论引起巴西总统博索纳罗不满，而后者使用“小屁孩（pirralha）”形容通贝里。

### 对批评意见的批评
专栏作家刘远举在金融时报中文网撰文，对中国大陆舆论嘲讽格蕾塔·通贝里的现象做评论称，对她的嘲讽是中国人内心社会达尔文主义价值观的投射，亦是中國大陆舆论对公眾參與及其背后的民主制度的嘲讽和消解，嘲讽者反而是此种“公共参与匮乏”的最大受害者。

### 关于筷子的谣言
2020年1月15日，一个推特用户发表了一则关于格蕾塔·通贝里的推文，表示她说不要使用筷子，因为它是破坏环境的象征。之后，该消息传入中国互联网，被谣传为“环保少女格蕾塔指责中国筷子浪费资源”。不久后，该消息收获中国网民的热议和激愤，并广泛传播。后经过证实，没有明确消息表示格蕾塔·通贝里说过相关言论。

### 改图与肥胖羞辱
2021年4月17日，臉書開始流傳格蕾塔·通贝里長胖的圖片，反通贝里者以此對通贝里作出攻擊。事實查核實驗室查核後發現該圖片實為對她外貌刻意修改的圖片及舊圖，並非反映事實真相。而2021年的影片顯示通贝里較以前清瘦。
2021年5月7日，通貝里指中國碳排放超过所有已发展国家总和，《中国日报》官网以中国的人均碳排放未达到发达国家的平均水平为由作為反擊，遭通贝里指出那是一種奇怪的肥胖羞辱技倆。

## 參见
- 环境保护主义